# Leo Chingkwake
Leonard King Mickey "Leo" Chingkwake is een personage van de Amerikaanse televisieserie That '70s Show van Fox Networks, gespeeld door Tommy Chong.

## Verschijningen
Leo is een hippie. Hij is de eigenaar van de Foto Hut, waar Steven Hyde, een van de hoofdpersonen van de serie, werknemer is. Leo heeft geen sterke werkhouding, en is snel verveeld. Meestal gaat hij onzin uithalen of blowen. Op een gegeven moment heeft hij de functie van baas overgedragen aan Steven, zodat hij de baas over Leo mocht spelen.
Leo was het eerst te zien in de aflevering Sleepover. In zijn eerste scène interviewt hij Steven voor de baan in de Foto Hut. Leo vraagt, "Hou je van foto's, man?" en Steven zegt "Ja", en Leo neemt hem aan. Steven is overigens de enige kandidaat voor de baan.
In de aflevering The Battle of Evermore, na een lange tijd van afwezigheid van Leo, krijgt Steven een brief van hem, waarin staat: "Beste Hyde, man. Voordat ik het wist, waren er acht jaar voorbij. Ik zou eigenlijk maar eventjes blijven. Ik ga nu terug naar mijn vrouw. Zorg voor jezelf. Je bent een goeie jongen, man. Je bent een goeie jongen, man.
Leo is later weer te zien in de aflevering Down The Road Apiece na een absentie van zo'n 3 seizoenen. Zijn herintroductie is in een scène waar hij Eric Forman ontmoet bij een autoritje. Kort na deze ontmoeting neemt Steven Leo aan als tijdelijk vervanger bij de platenwinkel van zijn vader. Als Hyde terugkomt zitten er een stelletje hippies te blowen, en als Steven zijn kantoor probeert binnen te komen, is daar een grote orgie bezig. Steven ontslaat Leo hierna.
Nadat Ashton Kutcher zijn contract met de show niet meer kon verlengen, duurde de serie voort zonder een 'idioot' karakter. Leo kreeg hierdoor een grotere rol in de serie.

## Karakter
Leo is een nogal verward persoon, waarschijnlijk door zijn overmatige gebruik van drugs. Ironisch is wel dat hij tegen alcohol is, hij zegt: "Dat spul verwoest je hersenen". In de aflevering "Who Wants It More?" ontmoet hij Hyde, Fez en Michael Kelso, die op zoek zijn naar UFOs. Hyde vraagt aan Leo wat hij aan het doen is. Leo antwoordt met: "Wow, dat is echt een goeie vraag, man!" en hij heeft zelf geen idee wat hij precies aan het doen is. In een andere aflevering vertelt Leo dat hij ooit God ontmoet heeft in de bus, die hem het nut van het leven uitlegde en hem een pretzel gaf. Leo vergat wat precies het nut van het leven was, maar hij wist nog wel dat het een heerlijke pretzel was.